# Селахаттін Демірташ
Селахаттін Демірташ (курд. Selahattin Demirtaş, нар. 10 квітня 1973) — курдський політик, юрист і письменник. У 2014—2018 роках був співголовою лівої прокурдської Народно-демократичної партії (HDP) разом із Фіген Юксекдаг. Після виборів у травні 2023 року Демірташ оголосив про вихід із політики.
У 2014 році балотувався на посаду президента Туреччини як кандидат від HDP і посів третє місце. Під його керівництвом HDP отримала 13,1 % голосів на парламентських виборах у червні 2015 року та 10,7 % — на дострокових виборах у листопаді того ж року, посівши четверте місце в обох випадках. Із 4 листопада 2016 року Демірташ перебуває у в'язниці. Попри це, HDP висунула його кандидатом у президенти на виборах 2018 року — свою кампанію він вів з-за ґрат.
У грудні 2020 року Європейський суд з прав людини визнав, що, враховуючи «співпадіння терміну подовженого ув'язнення Демірташа з важливим конституційним референдумом і президентськими виборами», а також «системну тенденцію Туреччини до „придушення“ опозиційних голосів», політична мета в його тривалому попередньому ув'язненні переважала.

## Ранні роки
Селахаттін Демірташ народився 1973 року в місті Палу, де здобув початкову та середню освіту. 1991 року вступив на факультет морської торгівлі та менеджменту Університету Докуз Ейлюль, однак через політичні переслідування був змушений залишити навчання, так і не отримавши диплом. Після повернення до Діярбакира у 1993 році знову склав вступні іспити до вишу й продовжив освіту на юридичному факультеті Університету Анкари.
Після закінчення університету Селахаттін Демірташ деякий час працював незалежним адвокатом. 2000 року він став членом виконавчого комітету Діярбакирського відділення Асоціації з прав людини (IHD). На той час головою організації був Осман Байдемір, який згодом був обраний мером Діярбакира на наступних місцевих виборах. 2004 року Демірташ очолив Діярбакирське відділення IHD, замінивши Байдеміра. Під час головування Демірташа асоціація зосередилася насамперед на розслідуванні зростаючої кількості нерозкритих політичних убивств у Туреччині.

## Початок політичної кар'єри
Переломним моментом свого політичного пробудження Демірташ вважає досвід, пережитий на похороні політика та правозахисника Ведата Айдина (1953—1991):
«Я став іншою людиною. Мій життєвий шлях змінився… хоча я ще не повністю розумів причину тих подій, тепер я знав: ми — курди, і оскільки це не була ідентичність, яку я міг би відкинути, це була також і моя проблема».
Міжнародні спостерігачі часто називали Демірташа «курдським Обамою». Свою політичну кар'єру він розпочав у 2007 році як член Партії демократичного суспільства (DTP), коли балотувався до парламенту в межах ініціативи «Тисяча кандидатів надії», що об'єднувала DTP та кілька інших демократичних організацій Туреччини. Демірташ був обраний до 23-го складу парламенту й у 34 роки став парламентським головою своєї партії. На цій посаді виступав за скасування обмежень на освіту курдською мовою та вимагав рівноправ'я турків і курдів у турецькій конституції.

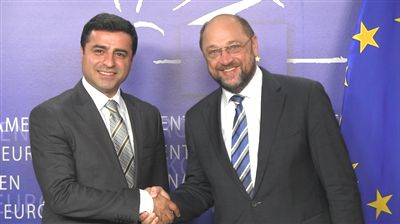
Зустріч Демірташа з президентом Європейського парламенту Мартіном Шульцем, 2013 рік

У жовтні 2007 року в статті, опублікованій в Bolu Ekspress, вимагалося вбивати політиків DTP за загибель осіб, спричинену діяльністю Робітничої партії Курдистану (PKK). Демірташ подав позов, але у 2008 році суд вирішив, що це входить у межі «свободи думки». Тоді Демірташ звернувся до Європейського суду з прав людини (ЄСПЛ) з позовом про порушення статей 2 і 13 Європейської конвенції з прав людини. Проте у 2015 році ЄСПЛ ухвалив рішення на користь Туреччини.
2009 року Турецький Верховний суд постановив закрити Демократичну партію суспільствачерез її ймовірні зв'язки з Робітничою партією Курдистану. Після цього депутати від DTP перейшли до Партії миру та демократії (BDP). 2010 року партія BDP провела свій перший конгрес, на якому Селахаттін Демірташ і Гюльтан Кишанак були обрані новими спільними співголовами. Демірташ балотувався на виборах 2011 року як частина спільного списку «Праця, Демократія та Свобода», підтриманого BDP та 18 різними демократичними політичними організаціями, цього разу від Хаккярі. Був переобраний до парламенту як незалежний кандидат.

На мітингу в районі Кизилтепе в Мардіні в листопаді 2012 року Демірташ критикував турецьку поліцію за втручання після того, як учасники маршу принесли плакати Абдулли Оджалана, і заявив:
 «Я звертаюся до вас, тих, хто не проти встановлення статуї вбивці курдів Еврена [чи] шкіл, названих на честь Еврена. Якщо вони [курди] не можуть повісити плакат Оджалана в Курдистані, то де ще вони можуть його повісити? Ми підемо далі і встановимо його статую». 
У 2019 році Демірташ пояснював цю заяву в суді тим, що він відповідав на те, як плакати Оджалана були зустрінуті реакцією влади, і що він проти встановлення статуй.

## Як лідер опозиції

### Мирний процес 2013 року
Демірташ був спільним головою BDP в період, коли в Туреччині почався Курдсько-турецький мирний процес та переговори. Він був одним із політиків BDP, які зустрічалися з Оджаланом на острові Імрали під час мирних переговорів.

### Президентська кампанія 2014 року

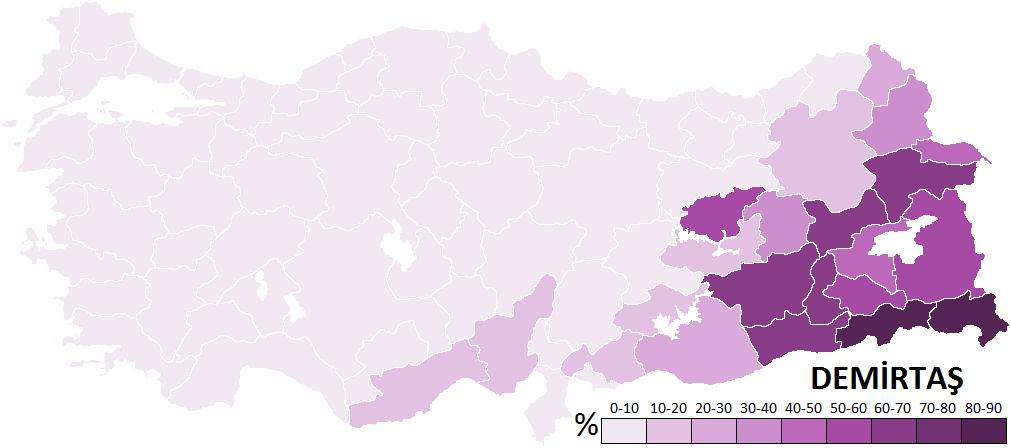
Голоси, здобуті Демірташем у всіх 81 провінціях Туреччини на президентських виборах 2014 року.

У 2014 році Демірташ та Фіген Юксекдаг були обрані співголовами Народно-демократичної партії (HDP) — нової ініціативи, що виникла на основі трирічної коаліції BDP та різних політичних партій та організацій під егідою Народно-демократичного конгресу (HDK) — для президентських виборів у Туреччині. Вони були одними з трьох кандидатів і намагалися залучити лівих виборців. Демірташ зайняв третє місце з 9,77 % голосів.

### Муніципальні вибори 2014 року
Демірташ підкреслив, що гендерна рівність та квота для жінок є пріоритетом у програмі їхньої партії на виборах й оголосив у жовтні 2013 року, що для мегаполіса Діярбакир планується жінка-мер. Так, на муніципальних виборах 2014 року Гюльтан Кишанак була обрана мером Діярбакира, а Фебруніє Акйол — співмером Мардіна.

### Загальні вибори у червні 2015 року
Під час парламентських виборів у Туреччині в червні 2015 року Демірташ був співголовою партії разом із Фіген Юксекдаг. Це була перша загальнонаціональна виборча кампанія для HDP. Партія посіла четверте місце, набравши 13,12 % голосів, і вперше подолала 10 % виборчий бар'єр для проходження до парламенту, провівши туди 80 представників з 550 місць. Результати стали несподіванкою для опозиції, адже багато соціологічних опитувань показували, що підтримка HDP балансує на межі прохідного бар'єра.
Демірташ був широко визнаний переможцем виборів — його партія не лише перевищила очікувану частку голосів, але й отримала стільки ж мандатів (80 місць), як і Партія націоналістичного руху. Міжнародна преса назвала Демірташа «курдським Обамою», а прихильники HDP вийшли на вулиці святкувати перемогу в день виборів. Під час святкування Демірташ заявив: «Відтепер HDP — це партія Туреччини. HDP — це Туреччина, Туреччина — це HDP».
Водночас деякі коментатори зазначали, що попереду на партію чекають труднощі: вплив Оджалана міг послабити позиції Демірташа, посилювалися антикурдські настрої серед турецьких націоналістичних сил, а також існувала потреба не втратити довіру тактичних виборців.

### Провал мирних переговорів
Приблизно з 2012 року між турецьким урядом (очолюваним Партією справедливості та розвитку — AKP) та Робітничою партією Курдистану (PKK) тривав мирний процес, що передбачав серію офіційних і неформальних переговорів з метою припинити тривалий збройний конфлікт між сторонами, що почався ще у 1980-х роках. Проте в липні 2015 року мирний процес зірвався. Демірташ поклав відповідальність за це на AKP, вважаючи, що правляча партія повернулася до конфронтації після втрати частини голосів на червневих виборах, втрати парламентської більшості та відносної електоральної поразки. На його думку, зниження підтримки в опитуваннях підштовхнуло AKP до відновлення війни з PKK. Того ж місяця, спостерігаючи зростання насильства між структурами, пов'язаними з РПК, і турецькою владою, Демірташ виступив проти насильства з обох боків і закликав до розширення політичної автономії Південно-Східної Туреччини.

#### Хода на Джизре

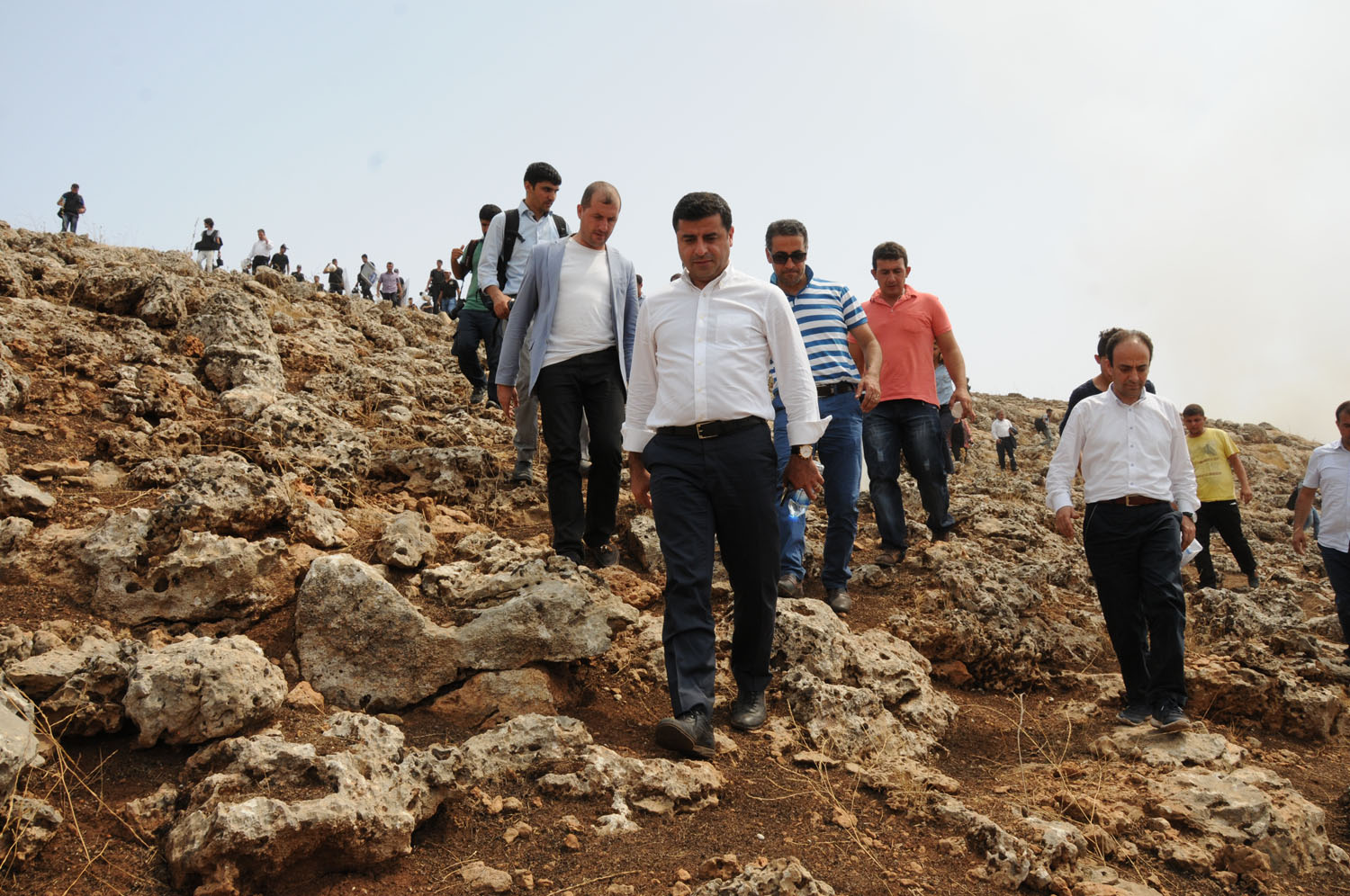
Демірташ у Джизре

На початку вересня 2015 року, коли турецька влада запровадила комендантську годину в місті Джизре через зростання кількості нападів, сутичок та загиблих з обох сторін, парламентарі HDP на чолі з Демірташем вирушили у ходу до міста. Проте влада не дозволила їм увійти, посилаючись на міркування безпеки. Демірташа допустили в Джизре лише після скасування комендантської години 12 вересня.

### Загальні вибори у листопаді 2015 року

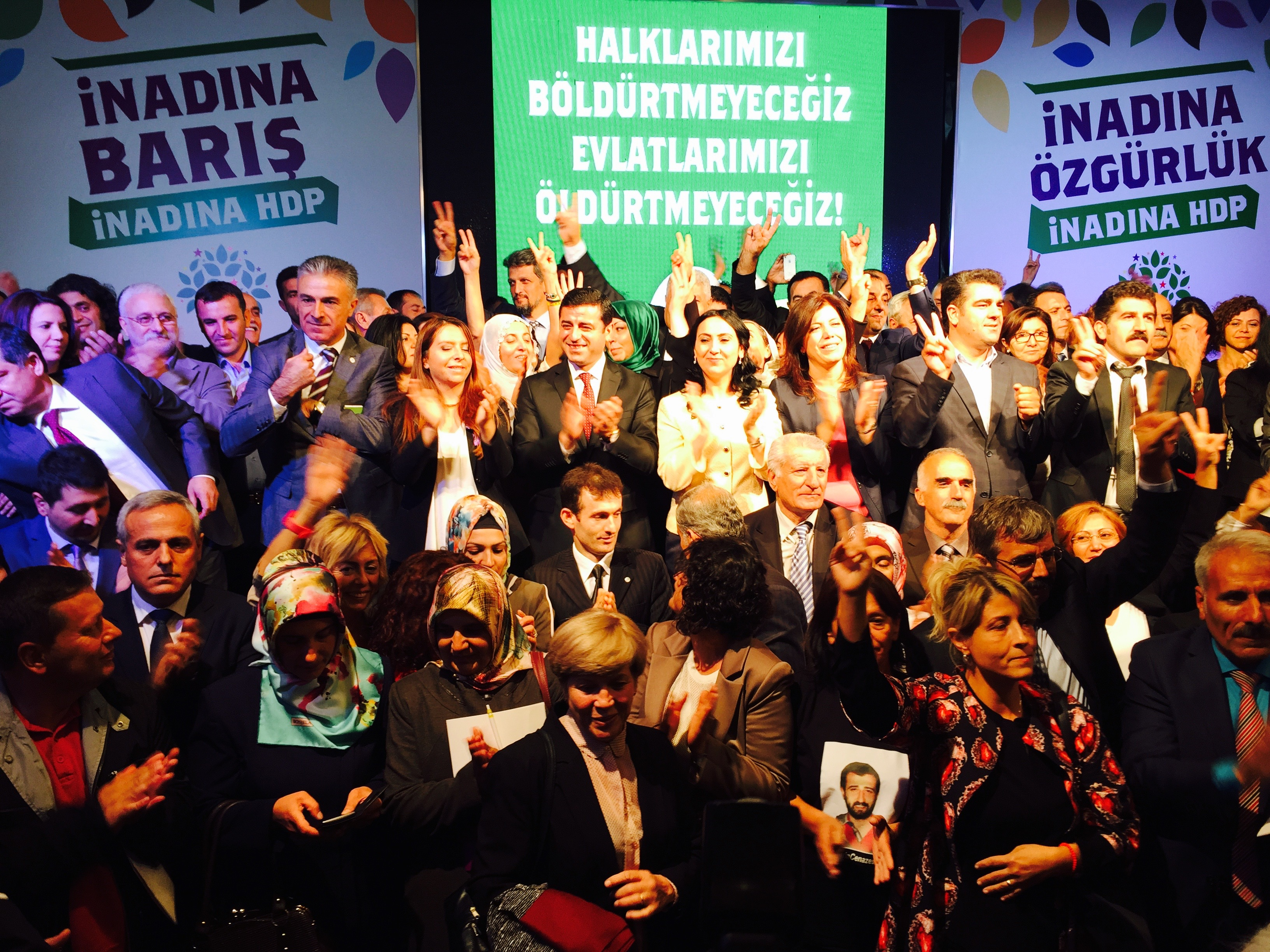
Фіген Юксекдаг і Селахаттін Демірташ (у центрі) під час загальних виборів у Туреччині в листопаді 2015 року

У серпні 2015 року, через два місяці після парламентських виборів червня 2015 року та місяць після відновлення військового конфлікту з ПКК, були оголошені дострокові парламентські вибори на листопад 2015 року. Партія HDP, яку очолював Демірташ, зайняла третє місце, набравши 10,7 % голосів і ледь подолавши 10 % бар'єр для проходу до парламенту.

### Президентська кампанія 2016—2018 років
У травні 2016 року турецький парламент скасував парламентський імунітет для низки політиків HDP, зокрема і для її лідерів.
16 липня, після спроби державного перевороту в Туреччині у липні 2016 року, Демірташ заявив, що засуджує переворот і вважає саму його можливість свідченням відсутності справжньої демократії в країні. 25 липня президент Реджеп Ердоган зустрівся з лідерами основних опозиційних партій, однак Демірташа й керівництво HDP не запросили.
4 листопада 2016 року, через кілька місяців після перевороту та на тлі масштабних репресій, Демірташ, Фіген Юксекдаг та інші депутати HDP були заарештовані за звинуваченням у пропаганді на користь бойовиків, що ведуть боротьбу проти турецької держави. Сам Демірташ заперечував зв'язки з PKK і заявив, що не є «керівником, членом, речником чи симпатиком» цієї збройної організації.
4 травня 2018 року Демірташ був офіційно висунутий кандидатом у президенти Туреччини від Народно-демократичної партії (HDP), хоча чутки про це з'являлися ще за кілька тижнів до оголошення. Співголова партії Первін Булдан заявила, що ув'язнений екслідер HDP очолить на виборах коаліцію з п'яти партій — так званий «курдський альянс». За результатами голосування Демірташ отримав на виборах 8,4 % голосів.

## Судове переслідування і тримання під вартою

### Початковий арешт і мотив
4 листопада 2016 року Селахаттіна Демірташа заарештували. Згідно з обвинувальним актом, однією з підстав для кримінального переслідування стала заява HDP від 6 жовтня, в якій, за версією обвинувачення, партія закликала до протестів проти пасивної позиції уряду Туреччини щодо атаки Ісламської держави (ІДІЛ) на сирійське місто Кобане. HDP звинуватили в причетності до протестів у жовтні 2014 року, які завершилися загибеллю понад 50 осіб. Попри це, партія закликала до парламентського розслідування подій, проте ініціативу заблокували правляча Партія справедливості та розвитку (AKP) і Партія націоналістичного руху (MHP). Президент Реджеп Ердоган особисто поклав провину за провокацію протестів на Демірташа, заявивши, що всі курди — громадяни Туреччини, і ніхто не має права будувати для них окрему державу. Демірташ, своєю чергою, неодноразово виступав проти насильства як з боку PKK (Робітничої партії Курдистану), так і з боку турецької армії (TSK), називаючи загиблих турецьких солдатів «дітьми цієї країни, нашими дітьми», і заявляючи: «Ніхто нічого не виграє від громадянської війни в Туреччині. Подивіться на Сирію та Ірак».
У справі проти нього також використовували прослуховування, щоб довести його зв'язок із Конгресом демократичного суспільства (DTK), який прокуратура вважає частиною структури PKK.

### Основне обвинувачення й апеляції
18 січня 2017 року турецькі прокурори оголосили, що вимагатимуть для Селахаттіна Демірташа 142 роки позбавлення волі. За даними The New York Times, проти нього було висунуто понад сотню звинувачень.
7 вересня 2018 року Демірташа засудили до 4 років і 8 місяців ув'язнення за промову, виголошену на святкуванні Наврузу 20 березня 2013 року. Це свято традиційно має важливе символічне значення для курдської спільноти, а сам виступ, згідно з вироком, визнали «підбурюванням до ненависті й терористичної пропаганди».

#### Рішення ЄСПЛ 2018 та 2020 років
20 листопада 2018 року Європейський суд з прав людини (ЄСПЛ) ухвалив, що Селахаттіна Демірташа слід звільнити з попереднього ув'язнення, визнавши, що його тримання під вартою порушує права, гарантовані Європейською конвенцією з прав людини. Суд також зобов'язав Туреччину виплатити йому 25 000 євро компенсації.
Однак уже 30 листопада 2018 року турецький суд постановив залишити Демірташа під вартою, заявивши, що рішення ЄСПЛ «не є остаточним» і тому нібито не є обов'язковим. 4 грудня 2018 року апеляційний суд підтвердив вирок у 4 роки й 8 місяців, винесений у вересні. А 31 грудня адвокати подали апеляцію до Конституційного суду Туреччини.
22 грудня 2020 року ЄСПЛ знову виніс рішення на користь Демірташа, ще рішучіше засудивши дії турецької влади. Суд заявив, що зняття парламентського імунітету з Демірташа і наступне його ув'язнення були політично мотивованими — адже ці кроки відбулися після того, як правляча партія АКP втратила більшість у парламенті.

### Інші судові переслідування
17 березня 2021 року головний прокурор Туреччини Бекір Шахін подав до Конституційного суду вимогу заборонити політичну діяльність Селахаттіна Демірташа та ще 686 політикам із Народно-демократичної партії (HDP) строком на 5 років. Крім того, він вимагав повністю закрити HDP, звинувативши партію у нібито «організаційній співпраці» з Робітничою партією Курдистану (PKK), яка в Туреччині визнана терористичною.
Уже за кілька днів, 22 березня 2021 року, Демірташа засудили ще й до 3 років і 6 місяців ув'язнення за образу президента Туреччини Реджепа Ердогана. Причиною стало висловлювання, в якому Демірташ сказав, що Ердоган «пурхав коридорами» в намаганні зустрітися з Володимиром Путіним під час саміту в Парижі. Слова були виголошені після повернення Ердогана з Росії в аеропорту Ататюрка в Стамбулі.

### Утримання під вартою
Селахаттін Демірташ перебуває у в'язниці з 4 листопада 2016 року — його утримують у в'язниці типу F в Едірне, на кордоні з Болгарією та Грецією. Це далеко від Діярбакира, де живе родина Демірташа. За словами речника HDP Сарухана Олуча, йому не дозволено приймати візити від депутатів парламенту від HDP. Дружина навідує Демірташа щотижня, але з початком пандемії COVID-19 відвідування обмежені — лише безконтактні. Після того як вона згадала про це на телебаченні на FOX TV, турецький медіарегулятор RTÜK відкрив розслідування щодо каналу. У листопаді 2022 року Демірташа доставляли до Діярбакира, де дозволили коротко відвідати батька в лікарні, і після короткого візиту повернули назад до Едірне.
Сусідом Селахаттін Демірташа по камері протягом кількох років був інший політик від HDP, Абдулла Зейдан, якого звільнили у січні 2022 року. У березні того ж року новим сусідом по камері став заарештований мер Діярбакира Аднан Сельчук Мізракли. Після того як президент Реджеп Таїп Ердоган подовжив свої повноваження на виборах 2023 року, він заявив, що звільнення Демірташа неможливе за його правління. Проте в березні 2025 року повідомлялося, що Туреччина наразі веде обговорення щодо можливого звільнення Селахаттіна Демірташа, який перебуває у в'язниці з 2016 року. Ця дискусія виникла на тлі примирливих жестів з боку президента Ердогана та його союзників, що може свідчити про потенційний зсув у підході уряду до курдського питання. Останні заяви осіб з оточення Ердогана посилили розмови про звільнення Демірташа, натякаючи на можливий крок до примирення та вирішення давніх суперечностей.

## Особисте життя
Демірташ походить з народу зази і володіє мовою зазакі. Батьки — Тахір і Садіє Демірташ; має шість братів і сестер. Одружений з Башак Демірташ. Вони мають двох доньок: Делал та Ділду.
Демірташ стикнувся з погрозами через свою політичну діяльність, і 22 листопада 2015 року пережив спробу замаху на своє життя.

## Нагороди
У листопаді 2019 року Прогресивний альянс нагородив Селахаттіна Демірташа премією за політичну відвагу. На церемонії нагородження була присутня його дружина Башак Демірташ, оскільки на той момент Селахаттін усе ще перебував у в'язниці.
2022 року нагороджений Премією за політичну відвагу від Інституту Франсуа Міттерана.  На церемонії вручення нагороди від імені Демірташа був присутній Гіш’яр Озсой із Демократичної партії народів (HDP).